# (5185) Alerossi
(5185) Alerossi est un astéroïde de la ceinture principale.

## Description
(5185) Alerossi est un astéroïde de la ceinture principale. Il fut découvert le 15 septembre 1990 à l'Observatoire Palomar par Henry E. Holt. Il présente une orbite caractérisée par un demi-grand axe de 2,68 UA, une excentricité de 0,08 et une inclinaison de 8,4° par rapport à l'écliptique.

## Compléments